# Fayiz as-Sarradsch

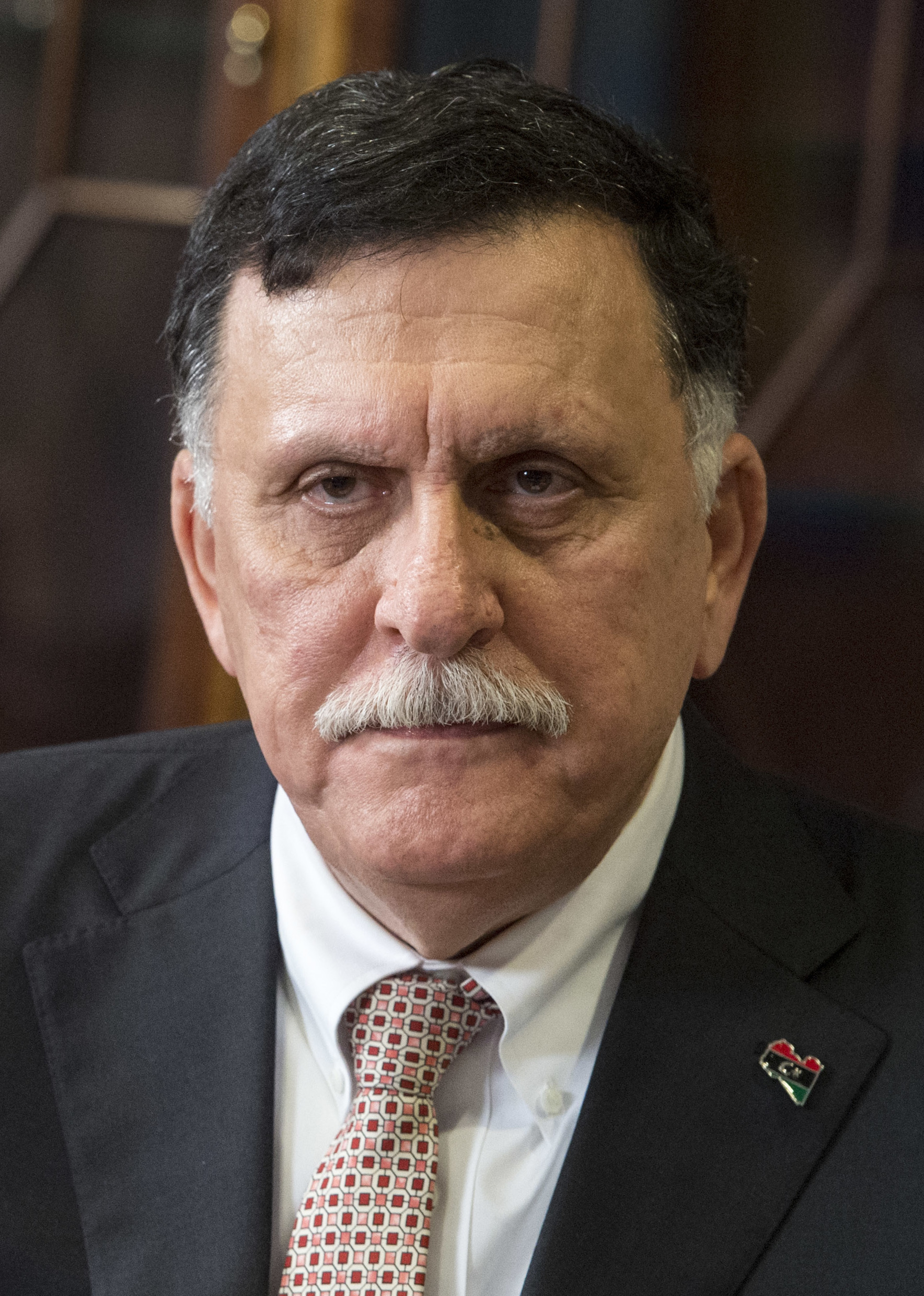
Fayiz as-Sarradsch (2017)

Fayiz as-Sarradsch (auch Fajes Serradsch und Fayez al-Sarraj, arabisch فايز مصطفى السراج, DMG Fāyiz Muṣṭafā as-Sarrāǧ; * 20. Februar 1960 in Tripolis, Königreich Libyen) ist ein libyscher Politiker und ehemaliger Architekt.
Er war ab dem 15. März 2016 Ministerpräsident der libyschen Übergangsregierung Government of National Accord (GNA) und das Staatsoberhaupt Libyens („Präsident des Präsidentenrates“). De facto war er allerdings nur der Machthaber von Tripolitanien und stand in Konkurrenz zum faktischen Machthaber der Kyrenaika, Chalifa Haftar. Nach seinem im September 2020 angekündigten Rücktritt folgte ihm Abdul Hamid Dbeiba im Amt des Ministerpräsidenten.
Am 15. Juli 2018 erklärte der Sprecher des Parlaments in Tobruk Aqilah Salah den Amtsanspruch von Fayez al-Sarradsch für illegal. Die Armee werde das westliche Libyen befreien genauso wie zuvor Bengasi und Derna. Die Vereinbarungen, die unter der Schirmherrschaft der Vereinten Nationen getroffen wurden, wurden nicht vom Abgeordnetenrat unterschrieben und übergingen auch die gesetzgebenden Behörden in Libyen.
Nach dem Scheitern der Verhandlungen im Jahr 2020 kaufte er unter dem Namen seiner Frau die Staatsbürgerschaft von Vanuatu.

## Leben
As-Sarradschs Vater war bereits Minister im Königreich Libyen. Er selbst wurde 2012 als Abgeordneter des Parlaments in Tripolis, des Allgemeinen Nationalkongresses, gewählt. Während der kurzen Amtszeit von Ahmed Miitig wurde er zum libyschen Bauminister ernannt. 2014 wurde er in den Abgeordnetenrat gewählt, der aus der Parlamentswahl 2014 hervorgegangen ist.
Im Oktober 2015 schlug der UNO-Gesandte in Libyen, Bernardino León, zur Beendigung des zweiten libyschen Bürgerkriegs die Bildung einer nationalen Einheitsregierung vor, die von as-Sarradsch als Ministerpräsident geleitet werden sollte. Die Bildung dieser Einheitsregierung wurde jedoch von der Regierung in Tobruk und dem rivalisierenden Allgemeinen Nationalkongress in Tripolis abgelehnt. Als Fayiz as-Sarradschs Stellvertreter wurde Ahmed Miitig ernannt. As-Sarradsch und Miitig erreichten Ende März aus dem tunesischen Exil kommend Tripolis, woraufhin in den folgenden Wochen weite Teile des Westens wie auch Teile des Ostens die neue Regierung anerkannten.
Als bisher größter Erfolg von as-Sarradsch gilt die Befreiung von Sirte im August 2016 durch seine Militärverbände, wo der Islamische Staat ab 2015 ein Terrorregime errichtet hatte.
Nachdem am 14. Oktober 2016 Anhänger des Allgemeinen Nationalkongresses das Gebäude des Hohen Staatsrats gestürmt hatten, kam es zu Kämpfen zwischen Anhängern von as-Sarradsch und Chalifa al-Ghweil.
2017 fanden verschiedene Treffen zwischen Serradsch und Haftar statt, die allerdings bisher keinen Durchbruch oder einen Friedensschluss, sondern lediglich Absichtserklärungen erreichten. Ende 2017 entspannte sich die Lage zwischen as-Sarradsch und Haftar. Beide strebten Parlamentswahlen für Ende 2018 und die Bildung einer vereinigten libyschen Armee an, die das Land befrieden und Neuwahlen ermöglichen sollte. Seit Oktober 2017 liefen dazu Gespräche in Kairo.
2019 scheiterten diese Gespräche und es kam zu direkten Kampfhandlungen zwischen den Truppen der zwei Machthaber.